# Triplectides nevadus
Triplectides nevadus är en nattsländeart som beskrevs av Ralph W. Holzenthal 1988. Triplectides nevadus ingår i släktet Triplectides och familjen långhornssländor. Inga underarter finns listade i Catalogue of Life.